# Échouboulains
Échouboulains is een gemeente in het Franse departement Seine-et-Marne (regio Île-de-France) en telt 535 inwoners (2004). De plaats maakt deel uit van het arrondissement Melun.

## Geografie
De oppervlakte van Échouboulains bedraagt 21,0 km², de bevolkingsdichtheid is 25,5 inwoners per km².
De onderstaande kaart toont de ligging van Échouboulains met de belangrijkste infrastructuur en aangrenzende gemeenten.

## Demografie
Onderstaande figuur toont het verloop van het inwonertal (bron: INSEE-tellingen).